# Delphinidae
Delphinidae este o familie de mamifere marine, care cuprinde după Feider, 1976, cetaceae care au primele două vertebre cervicale sudate și înotătoarea dorsală triunghiulară. Acest autor a încadrat în această familie speciile: Delphinus delphis, Tursiops tursio și Orcinus orca.

## Descriere
Mărimea creierului delfinilor în raport cu dimensiunea corpului lor este mult mai mare decât la cimpanzei, iar comportamentul lor indică un grad ridicat de dezvoltare mentală. Creierul unui delfin adult cântărește aproximativ 1700 de grame, iar la om circa 1400 g.
Conform celor mai recente date științifice a etologiei cognitive și psihologiei animalelor, delfinii nu doar că au un "vocabular" de 14000 de semnale acustice, care le permite să comunice unul cu altul, dar au, de asemenea, conștiința de sine, "conștiință socială» (social cognition) și empatie emoțională, predispunere de ajutor nou-născuților și bolnavilor, prin împingerea lor la suprafața apei.

## Taxonomie
| Clasificare după Perrin (1989) | Clasificare după LeDuc et al. (1999). |
| - Familia Delphinidae - Subfamilia Steninae - Steno bredanensis - Sousa chinensis - S. teuszii - Sotalia fluviatilis - Subfamilia Delphininae - Lagenorhynchus albirostris - L. acutus - L. obscurus - L. obliquidens - L. cruciger - L. australis - Grampus griseus - Tursiops truncatus - Stenella frontalis - S. attenuata - S. longirostris - S. clymene - S. coeruleoalba - Delphinus delphis - Lagenodelphis hosei - Subfamilia Lissodelphinae - Lissodelphis borealis - L. peronii - Subfamilia Cephalorhynchinae - Cephalorhynchus commersonii - C. eutropia - C. heavisidii - C. hectori - Subfamilia Globicephalinae - Peponocephala electra - Feresa attenuata - Pseudorca crassidens - Orcinus orca - Globicephala melas - G. macrorhynchus - Subfamilia Orcaellinae - Orcaella brevirostris | - Familia Delphinidae - Subfamilia Stenoninae - Steno bredanensis - Sotalia fluviatilis - Subfamilia Delphininae - Sousa chinensis - Stenella clymene - S. coeruleoalba - S. frontalis - S. attenuata - S. longirostris - Delphinus delphis - D. capensis - Tursiops truncatus - T. aduncus - Lagenodelphis hosei - Subfamilia Lissodelphininae - Lissodelphis borealis - L. peronii - Cephalorhynchus heavisidii - C. hectori - C. eutropia - C. commersonii - Sagmatias obscurus - S. obliquidens - S. cruciger - S. australis - Subfamilia Globicephalinae - Feresa attenuata - Peponocephala electra - Globicephala melas - G. macrorhynchus - Pseudorca crassidens - Grampus griseus - Subfamilia Orcininae - Orcinus orca - Orcaella brevirostris - Incertae sedis - Lagenorhynchus albirostris - Leucopleurus acutus |